# Thomas van Seeratt (waterschap)
Thomas van Seeratt is een voormalig waterschap in de provincie Groningen.
Het schap is in 1925 ontstaan door de samenvoeging van de waterschappen Bokumer-Ikemapolder, Feddemapolder, de Zevenboerenpolder en de Julianapolder. Het waterschap waterde af via de Julianatocht naar het Uilenestermaar. Het onderhoud van de zeedijk was een tweede, belangrijke taak van het waterschap. 
Waterstaatkundig gezien ligt het gebied sinds 1995 binnen dat van het waterschap Noorderzijlvest.

## Naam
Het waterschap is genoemd naar Thomas van Seeratt, die van groot belang was voor het herstel van de Middendijk, waarachter de polder lag.